# Puerta de los Apóstoles
La Puerta de los Apóstoles es una de las dos puertas de bronce realizadas por Donatello en la Sacristía Vieja de la basílica de San Lorenzo de Florencia. Tiene unas medidas de 235x109 cm y se desarrolla en dos batientes con cinco paneles cada uno. Su realización se remonta a los años 1434-1443.

## Historia
La Sacristía Vieja era la capilla fúnebre privada de la familia Médici en el siglo XV, que fue construida por Filippo Brunelleschi entre 1421 y 1428 y decorada por Donatello a partir del 1428-29. Aquí el gran escultor realizó una serie de enormes estucos así como las dos puertas de bronce, las únicas que creó en su larga carrera a pesar de que le encargaron otras que nunca tuvo tiempo de realizar.
Las puertas no fueron apreciadas por sus contemporáneos porque fueron juzgadas demasiado expresivas. Célebre es la mención que hace Filarete, en el Tratado de Arquitectura (1461-1464) en la que desaconseja a sus lectores hacer figuras de apóstoles como las de Donatello presentes en la puerta de la sacristía de San Lorenzo "que parecen tiradores".
Según Kaufmann y Janson, Donatello se inspiró en la composición de los apóstoles en las puertas del Baptisterio de Pisa, mientras las cornisas recuerdan a las puertas de Bonanno Pisano en la Catedral de Pisa, pero quizás también a dípticos de marfil paleocristianos.
Janson además las dató con anterioridad al 1492, cuando Agostino di Duccio firmó la puerta con las Escenas de la vida de San Geminiano en la Catedral de Módena, donde parece clara una derivación de las puertas de Donatello. Kaufmann, basándose en rastros estilísticos, supuso que la Puerta de los Apóstoles había sido creada primero.

## Descripción
Las puertas están decoradas por diez paneles cuadrados entremezclados por una cornisa de festones, rosetas y frisos de palmas. Los picaportes están hechas como dos cuerdas entrelazados.
La puerta de la derecha se llama de los Apóstoles o de la Doctrina, y en ella están representados los Apóstoles, los Padres de la Iglesia y algunos Santos. El tema general parece el de la "multiplicidad de formas de la interacción humana en la disputa intelectual y en la disputa religiosa". Los personajes están representados sin fondo y recuerdan, en  su aislada monumentalidad, la luneta superior en estuco de los Santos Cosme y Damiano. La representación es notablemente expresiva y es fuerte la configuración tridimensional: a menudo las figuras emergen de la cornisa del relieve apoyándose en ella, abrazándola o desapareciendo detrás.
A diferencia de la Puerta de los Mártires aquí son generalmente los atributos de las figuras los que permiten la correcta identificación de cada uno de los personajes.